# Аминов, Иоганн-Фридрих-Густав Александрович
Барон Иоганн-Фридрих-Густав Александрович Аминов (1844—1899) — генерал-лейтенант, участник Туркестанских походов и русско-турецкой войны 1877—1878 годов, Куопиоский губернатор.

## Биография
Родился 9 августа 1844 года, сын полковника Александра Ивановича Аминова и жены его Фридерики-Шарлотты урождённой Форселлес, происходил из шведского баронского рода Великого княжества Финляндского имевшего русские корни, вероисповедания лютеранского.
14 сентября 1856 года поступил в Финляндский кадетский корпус и 15 июня 1860 года был переведён в Пажеский корпус. Выпущен 13 июня 1862 года корнетом в лейб-гвардии Уланский Его Величества полк.
В 1863—1864 годах Аминов участвовал в усмирении польского мятежа и за отличия в разных делах был награждён орденами св. Анны 4-й степени и св. Станислава 3-й степени с мечами и бантом. 30 августа 1865 года произведён в поручики, a 29 ноября переведён в резервный эскадрон, но, не прибывая в него, отправился в отпуск, из которого явился на службу 1 марта 1866 года. В этом же году Аминов успешно сдал вступительные экзамены в Николаевскую академию Генерального штаба. 30 октября 1868 года за отличные успехи в науках произведён в штабс-ротмистры и 12 ноября отправлен в полк.
30 января 1869 года Аминов был зачислен в Генеральный штаб и прикомандирован к штабу Туркестанского военного округа. В 1870 году за отличное исполнение рекогносцировки Голодной степи был награждён орденом св. Анны 3-й степени. В том же 1870 году с 24 апреля по 1 июля он участвовал в Искандер-Кульской экспедиции генерала Абрамова, и за отличие в деле 25 июня на Куликаланских высотах произведён (27 июля 1871 года) в ротмистры гвардии, со старшинством со дня подвига. За отличие при штурме 12 августа города Китаба в Шахрисябзском оазисе награждён золотой саблей с надписью «За храбрость».
15 марта 1871 года барон Аминов был назначен исправляющим дела старшего адъютанта штаба войск Сыр-Дарьинской области; в этом же году, в составе отряда генерала Головачёва, произвёл рекогносцировку путей в Кызылкумах. 29 марта 1872 года он был назначен исправляющим дела старшего адъютанта штаба Туркестанского военного округа, a 30 сентября назначен состоять при том же штабе для особых поручений, с производством в подполковники.
21 февраля 1873 года Аминов был назначен состоять для поручений при главной квартире полевого штаба войск действовавших в Хивинском ханстве; 13 марта назначен колонновожатым 1-го эшелона войск (то есть Туркестанскаго отряда) выступивших в поход против Хивинского ханства. С 6 мая Аминов был начальником отряда рекогносцировавшего колодцы Алты-Кудук. Затем он участвовал в делах: 11 мая под Уч-Учаком (награждён орденом св. Владимира 4-й степени с мечами и бантом), 22 мая в артиллерийском бою при переправе через Аму-Дарью при Шейх-Арыке, 25 мая в штурме крепости Хазрета (Хазар-Аспа); 29 мая при вступлении русских войск в Хиву; 9 июля под Безерлатом (Ведеркечем); 13 и 15 при Чандыре и 17 при Кукеуке. Эти последние четыре дела были против туркмен.
22 июля, за труды понесённые во время Хивинского похода, барон Аминов, в числе прочих, пожалован годовым окладом жалованья; 30 августа, за отличие по службе, произведён в полковники с оставлением в занимаемой должности.
По окончании Хивинской кампании барон Аминов был в составе посольства в Бухарское ханство. 4 марта 1874 года он получил в командование 4-й Туркестанский линейный батальон, но уже 12 апреля отправлен в Санкт-Петербург для окончания составления описания Хивинского похода.
Возвратившись в Туркестан Аминов вступил в командование батальоном и в 1875 году участвовал в покорении Кокандского ханства, отличился 21 августа в сражении под Махрамом, за что был награждён орденом св. Владимира 3-й степени с мечами. Также он проявил себя и 1 октября при штурме Андижана. В начале следующего года он, во время окончательного занятия Кокандского ханства, состоял при Скобелеве.
8 февраля 1876 года Аминов был назначен состоять в распоряжении командующего войсками Туркестанского военного округа, с зачислением по армейской пехоте. 16 февраля назначен помощником начальника Зеравшанского округа, а затем зачислен в списки 4-го Туркестанского линейного батальона, по случаю Всемилостивейшего пожалования оному Георгиевских труб за отличие, оказанное в его командование. В 1877 году он временно исполнял должность начальника Заравшанского округа и был председателем комиссии по точному определению и обеспечению государственной границы Российской империи с Бухарским ханством.
С началом русско-турецкой войны Аминов, формально оставаясь начальником Заравшанского округа, уехал в Действующую в Европейской Турции армию, состоял при Главнокомандующем великом князе Николае Николаевиче Старшем.
22 декабря того же года Аминов был назначен командиромм 16-го стрелкового батальона. С этим батальоном барон Аминов участвовал в зимнем переходе через Балканы и был в сражении под Шипкой 26 и 27 декабря, причём 5 мая 1878 года был награждён орденом св. Георгия 4-й степени. В представлении начальника 4-й стрелковой бригады генерал-майора Цвецинского к начальнику отряда генерал-адъютанту князю Святополк-Мирскому, высокая награда испрашивалась на следующих основаниях:
Во 1-х, полковник барон Аминов 27 декабря в бою под Шипкою в голове своего батальона, в передних рядах, штурмовал первую линию турецких укреплений, причём участвовал в занятии главного турецкого кургана и овладел с боя орудием. Кроме того, выбил неприятеля из многих ложементов, занятых превосходящими числительностью турецкими силами. Во 2-х, 27 декабря, после занятия нами первой линии турецких укреплений, когда после стремительной атаки и под влиянием сильного неприятельского огня, люди смешались, то полковник барон Аминов, собрав, под градом пуль и артиллерийских снарядов, колонну из нижних чинов разных частей, повёл её вперёд, находясь сам во главе колонны; причём, несмотря на то, что все офицеры и большая часть нижних чинов этой колонны были перебиты, барон Аминов занял с боя ряд турецких ложементов, непосредственно у второй линии неприятельских редутов и в 3-х, вечером 27 числа, полковник барон Aминов по поручению начальника бригады, принял начальство над всеми войсками нашего левого фланга в первой линии, причём руководя 28 числа действиями на этом фланге, уничтожил все попытки неприятеля перейти в том месте в наступление, отбросив сильнейшего неприятеля и своими удачными распоряжениями значительно способствовал общей победе, одержанной нами над турками в этот день».
Затем Аминов находился в составе авангарда Действующей армии, участвуя в походе от Казанлыка до Сан-Стефано и в занятии генералом Скобелевым Адрианополя 9 января 1878 г. За поход 1877—1878 годов король Румынский пожаловал Аминову офицерский крест ордена Румынской звезды.
26 апреля 1878 года Аминов был назначен командиром 138-го пехотного Болховского полка; с 6 мая 1881 года являлся исполняющим дела начальника штаба Закаспийской области; с 12 сентября 1882 года он командовал 114-м пехотным Новоторжским полком, a 14 ноября в 1884 году — командующим лейб-гвардии 3-м стрелковым Финским батальоном. 24 июля 1885 года произведён в генерал-майоры с утверждением в занимаемой должности.
25 ноября 1888 года Аминов был назначен Куопиосским губернатором; 6 декабря 1895 года произведён в генерал-лейтенанты. Скончался 26 декабря 1898 года (7 января 1899 года по новому стилю), из списков исключён 29 января. На его место заступил генерал-майор Г. Г. Окерман.

## Награды
Среди прочих наград Аминов имел ордена:
- Орден Святой Анны 4-й степени (1863 год)
- Орден Святого Станислава 3-й степени с мечами и бантом (1863 год)
- Орден Святой Анны 3-й степени (1870 год)
- Золотая сабля с надписью «За храбрость» (12 сентября 1871 года, по другим данным — 11 октября 1871 года)
- Орден Святого Станислава 2-й степени (11 декабря 1872 года)
- Орден Святого Владимира 4-й степени с мечами и бантом (1873 год)
- Орден Святой Анны 2-й степени с мечами и императорской короной (5 января 1874 года, «за отличие в делах Хивиискаго похода»)
- Орден Святого Владимира 3-й степени с мечами (1875 год)
- Орден Святого Георгия 4-й степени (5 мая 1878 года)
- Орден Святого Станислава 1-й степени (1888 год)
- Орден Святой Анны 1-й степени (1892 год)
- Орден Святого Владимира 2-й степени (24 апреля 1898 года)